# Сотник Олександр Володимирович
Олександр Володимирович Сотник (творче ім'я: Саша Сотник, рос. Александр Владимирович Сотник, Саша Сотник; * 21 березня 1968, Магнітогорськ, Російська РФСР) — російський письменник, публіцист, автор-виконавець пісень, диктор радіо і телебачення, блогер, Член Спілки Літераторів РФ (1993). Творець і автор каналу Sotnik-TV. Виступає з жорсткою критикою російської влади. 11 березня 2010 підписався під зверненням «Путін повинен піти». Під час російсько-української війни 2014—.... рр. неодноразово виступав з осудом російської збройної агресії проти України. На даний час проживає в Братиславі, Словаччина.

## Життєпис
Закінчив 8 класів середньої школи, вступив до Челябінського музичного училища. Навчався на відділенні теорії музики та акторському відділенні. Служив в армії в 1986-1988 рр., після служби зайнявся шоу-бізнесом. Виконував власні пісні. Випустив 6 альбомів.
З 1993 року — член Спілки літераторів РФ. Публікувався в російській періодиці, журналах, альманахах, мережевих журналах.
У 2006—2008 рр. — очолював редакцію видавництва сучасної художньої прози «Selfіздат» (група видавництв «Тріумф»).
У 2007 — книга «Рекламist», а також однойменна аудіокнига, начитана автором. Озвучив книгу Костянтина Кудряшова «Спонтанний драйв».
У 2008—2011 рр. — редактор і ведучий програм альтернативного народного інтернет-радіо «Перший Голосовий Портал».
З 2012 року — журналіст і один з творців відеопроєкту «Політвістник».

## Громадська діяльність
У 2009 році вступив в ОДР «Солідарність», але вийшов з руху з тактичних міркувань. 11 березня 2010 р підписався під зверненням «Путін повинен піти». 29 липня 2011 року заявив про відмову від громадянства РФ, про що направив заяву Медведєва. З весни 2012 року разом з Дмитром Мельохіним веде проєкт Politvestnik.tv. Спільно вони створюють відеоролики на злободенні суспільно-політичні теми: репортажі з акцій протесту і з інших важливих подій (наприклад, великий репортаж із постраждалого від повені Кримська), інтерв'ю з опозиційними політиками, активістами та громадськими діячами. Олександр коментує події і бере інтерв'ю, а Дмитро знімає і монтує відео.
Стиль Сотника, як він сам його визначає, — гонзо-журналістика. До деяких роликів додаються субтитри англійською мовою. Автори розміщують своє відео на каналі в YouTube politvestnik.tv, деякі — також в блозі Мельохіна на «Ехо Москви», на сайті «Особлива буква» і на сайті CNN. Проєкт повністю фінансується глядачами, які перераховують пожертвування на вказаний в описах до відеороликів рахунок в системі Яндекс.Гроші.

## Участь в інтернет-проєктах
З 2011 року також веде власний канал на YouTube — Sasha Sotnik (Sotnik-TV) і з 2014 року займається в основному ним. Число підписників каналу в жовтні 2020 року склало понад 550 тисяч осіб. Має резервний канал Sotnik-TV Live (@SotnikTVLive). Відеоролики та інші публікації Сотника деякий час розміщувалися також на сайті «Sotniktv.org», проте потім автор його закрив і тепер публікується на інших сайтах, зокрема на опозиційному російському сайті Ньюсейдер і російськомовному американському сайті «7 днів». В даний час веде сайт https://sotnik-tv.com/
У серпні 2015 року поряд з політиками та діячами культури різних країн був названий в Україні одним з 24 друзів України. 20 вересня 2016 по грудень 2016 року тимчасово залишав територію РФ у зв'язку з численними погрозами на свою адресу.
У своїх репортажах (переважно — у вигляді спілкування з людьми на вулицях Москви) намагається достукатися до здорового глузду росіян. Водночас дає можливість зрозуміти, наскільки позиція Кремля збігається з настроями рядових москвичів.

## Автор публікацій
- аудіокниги «Рекламist», «Спонтанный драйв»
- публікації «Нова література», «Футурум-арт», «Зарубежные задворки», «ШоумэнЪ»
- статті «Плевок в душу мэтра», «Идет война гламурная»